# متحف الشارقة للحضارة الإسلامية
متحف الشارقة الإسلامي أفتتح لأول مرة في منطقة التراث في الشارقة عام 1996، وقد تم نقل مقتنياته إلى مبنى سوق المجرة المميز حيث أضيفت مقتنيات جديدة وتم تحديث أسلوب العرض في المتحف. وأعيد افتتاحه كمتحف الشارقة للحضارة الإسلامية في السادس من يونيو عام 2008.

## أقسام المتحف

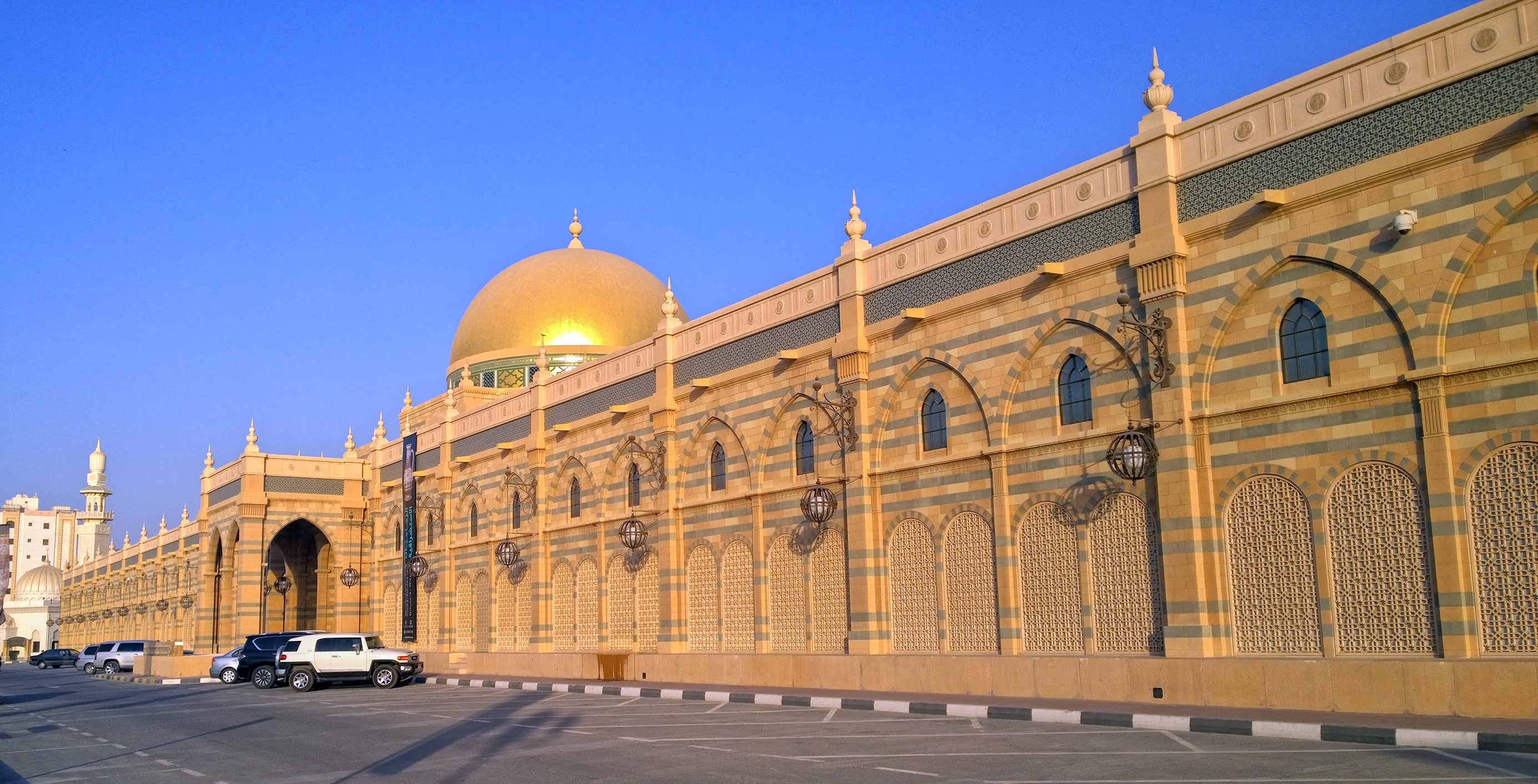
مَبنى المُتحَف

يضم المتحف 7 معارض دائمة مقسمة حسب الموضوع كالتالي:  
صالة أبو بكر للعقيدة الإسلامية 
خصصت هذه الصالة للتعريف بمبادئ الإسلام والقرآن الكريم، ويتم عرض أركان الإسلام الخمسة ومبادئ العقيدة الإسلامية والتعريف بشكل عام عن شعائر الحج، والعبادات الأخرى، وهناك مجسم للكعبة وعدة أجزاء من كسوة الحرم المكي، ومخطوطات نادرة من القرآن الكريم والتفاسير، ونماذج مجسمات وصور وعروض معلومات عن المساجد والجوامع من مختلف أنحاء العالم الإسلامي القديم والحديث. 
صالة ابن الهيثم للعلوم والتكنولوجيا
تعرض هنا إنجازات علماء المسلمين وإسهاماتهم العظيمة في الحضارة الإنسانية، وذلك من خلال النماذج المجسمة والصور والمعلومات عن أهم الاكتشافات والاختراعات والنظريات التي وضعها العلماء المسلمون في الفلك، والطب، والجغرافيا، والعلوم الطبيعية والهندسة المعمارية، والرياضيات، والكيمياء، والتكنولوجيا العسكرية، والملاحة البحرية، والهندسة وغيرها. 
صالة الفنون الإسلامية 1
تضم الأعمال الفنية والمشغولات المصنوعة من الخزف والمعدن والزجاج وغيرها من الفنون التي تم إنتاجها في العالم الإسلامي بين القرنين (الأول الهجري/السابع الميلادي- والسابع الهجري/الثالث عشر ميلادي).
حيث شهدت المنطقة في تلك الفترة توسعات وامتدت الحضارة الإسلامية وتأثر الفن الإسلامي بالأساليب الفنية من الحضارتين الإغريقية والفارسية ولكن سرعان ما اكتسبت نمطها المميز وعكست روح العقيدة الإسلامية.
ونرى من خلال المقتنيات المعروضة هنا النمط الفني الإسلامي المميز والمقتنيات الفريدة من نوعها، والفنون والأشكال التي ابتدعها المسلمون من أشكال نباتية وهندسية إضافة إلى فنون الخط وغيرها.
صالة الفنون الإسلامية 2
تعرض هذه القاعة قطعاً فنية إسلامية آسرة من القرن (السابع الهجري / الثاني عشر الميلادي- وحتى القرن الثالث عشر الهجري/التاسع عشر الميلادي).
وتتبع القطع المعروضة الفترة التي تلت اجتياح المغول للأراضي الإسلامية الشرقية وهي قطع «معدنية وخزفية مملوكية وصفوية وعثمانية»، حيث طرأت في تلك الفترة تغيرات جذرية غيرت من الخريطة الإسلامية مرة أخرى حيث تنافست الدولة العثمانية في تركيا مع الصفوية في بلاد فارس، والهندية المغولية على السيادة السياسية وتألقت على أثر ذلك الفنون والثقافة.
كما ازدهرت الفنون مع نمو التبادل التجاري والازدهار الاقتصادي في الشرق والغرب وبين المسلمين والمسيحين والهندوس ونستشف ذلك من الفنون والمواد المستخدمة في التشكيلات والمقتنيات المتفردة المعروضة في القاعة.
صالات الفنون الإسلامية 3-4
خصصت هاتين الصالتين للمشغولات الحرفية وعرض الأسلحة التي كانت مستخدمة خلال القرنين (الثالث عشر الهجري / التاسع عشر الميلادي والرابع عشر الهجري / العشرين الميلادي).
وخلالهما ازدهرت المنطقة اقتصادياً وازداد الاهتمام الأوروبي بالمنطقة، ما أدى إلى تعزيز التبادل الفني والثقافي. وتمثل المعروضات هنا النتاج الحضاري للثقافتين الشرقية والغربية.
معرض المسكوكات
ويضم المتحف صناديق عرض مميزه للمسكوكات الإسلامية على طول ممراته، حيث يتعرف الزائر على تاريخ العملة الإسلامية ونشأتها ومن خلالها يخوض الزائر تجربة لا مثيل لها عبر الاقتراب من التاريخ الإسلامي والتعرف على مدى اتساع رقعته.
صالة المجرة للمعارض المؤقتة
وبالإضافة إلى المعارض الدائمة، يستقبل المتحف في هذه الصالة معارض محلية وعالمية متنوعة. 
ممرات المتحف
ويضم المتحف صناديق عرض مميزة للمسكوكات الإسلامية على طول ممراته، حيث يتعرف الزائر على تاريخ العملة الإسلامية ونشأتها، ومن خلالها يخوض الزائر تجربة لا مثيل لها عبر الاقتراب من التاريخ الإسلامي والتعرف على مدى اتساع رقعته.

## بعض من أبرز المقتنيات
1. المسكوكات الإسلامية: يعرض المتحف مجموعة كبيرة وهامة من القطع النقدية الإسلامية، بما فيها عدد كبير من الدنانير الأموية. حيث كان المسلمون قبل الخلافة الأموية يستخدمون العملات كالدينار البيزنطي والدرهم الفارسي، وبعد تأسيس أول خلافة إسلامية «الدولة الأموية» أمر الخليفة الأموي «عبد الملك بن مروان» عام سبعة وسبعين للهجرة/ ستة وتسعين للميلاد؛ بإصدار عملة إسلامية جديدة خالية من الرسوم وتحوي نقوشاً تتضمن الشهادتين.
2. ستارة باب الكعبة المشرفة: هذه الستارة المعروفة باسم البُردة أو «البرقع» تشكل الجزء الأكثر زخرفة في الكسوة، أي القماش الذي يغطي الكعبة الشريفة، وهذا النموذج قد صُنع برعاية من الملك فهد بن عبد العزيز آل سعود، وهي مصنوعة من الساتان الحريري الأسود، ومطرزة بخيوط من الذهب والفضة، كتبت عليها آيات قرآنية ضمن أطر تقليدية قوامها لوحات مستطيلة وزخارف ودوائر، يستطيع الزائر الاستمتاع برؤيتها في صالة أبوبكر للعقيدة الإسلامية في المتحف.
3. الإسطرلاب: يعد «الإسطرلاب» من أكثر الأدوات استخداماً في المراصد، وتستخدم في تحديد الوقت ليلاً ونهاراً وقياس الارتفاعات ومسارات النجوم، وتحديد الإتجاهات خلال السفر، وهنا مجسمات من الإسطرلابات صنعت أو وصفت من قبل علماء مسلمين خلال الفترة /للهجرة/1200-1100 للميلاد، وهناك نماذج عديده لهذه الأداة الجميلة الصنع معروضة في صالة ابن الهيثم للعلوم والتكنولوجية.
4. المبخرة: تمتع البخور بالأهمية في الثقافة الإسلامية على الصعيدين الديني والدنيوي، فكانت ومازالت تستخدم في القصور والمباني العامة وحتى المنازل الخاصة، وهي تعبير عن حسن الضيافة، وتبعث أجواءً منعشة ولطيفة، وتعبر عن سعة الحال.
5. مبخره من البرونز، على شكل حيوان، القرنان الخامس-السادس الهجري/الحادي عشر–الثاني عشر الميلادي، خراسان – شرق إيران: هذا النموذج معروض في الطابق العلوي - صالة الفنون "1".
6. حامل المصحف الشريف: حامل المصحف الشريف هذا يماثل مصحف مملوكي شهير محفوظ في متحف الفن الإسلامي بمدينة القاهرة، حُفر عليه اسم السلطان المملوكي الناصر محمد ابن قلوون، وصانعه هو محمد بن سُنقُر البغدادي. هذا النموذج موجود في الطابق العلوي في صالة الفنون "3".

## معرض الصور

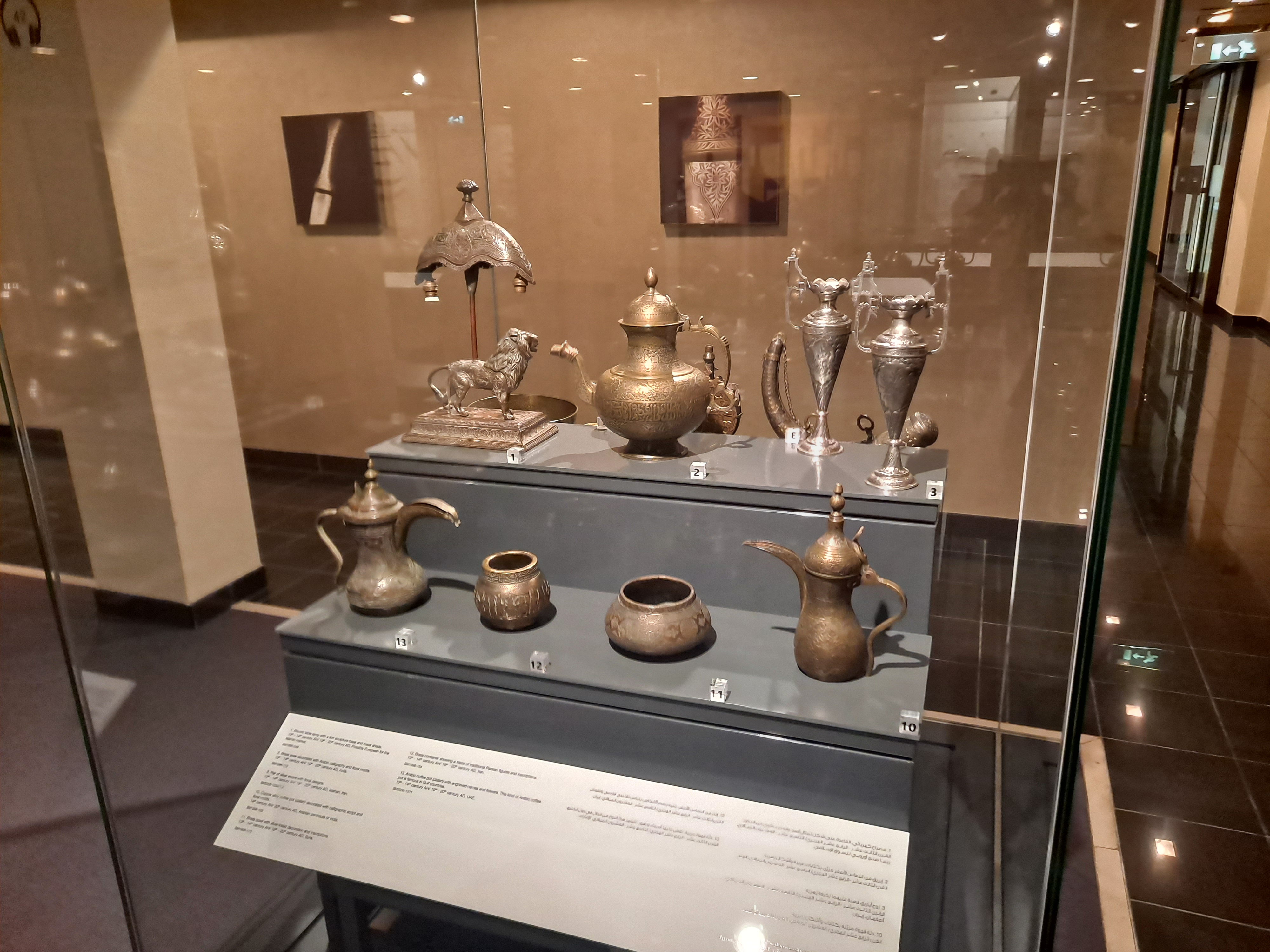
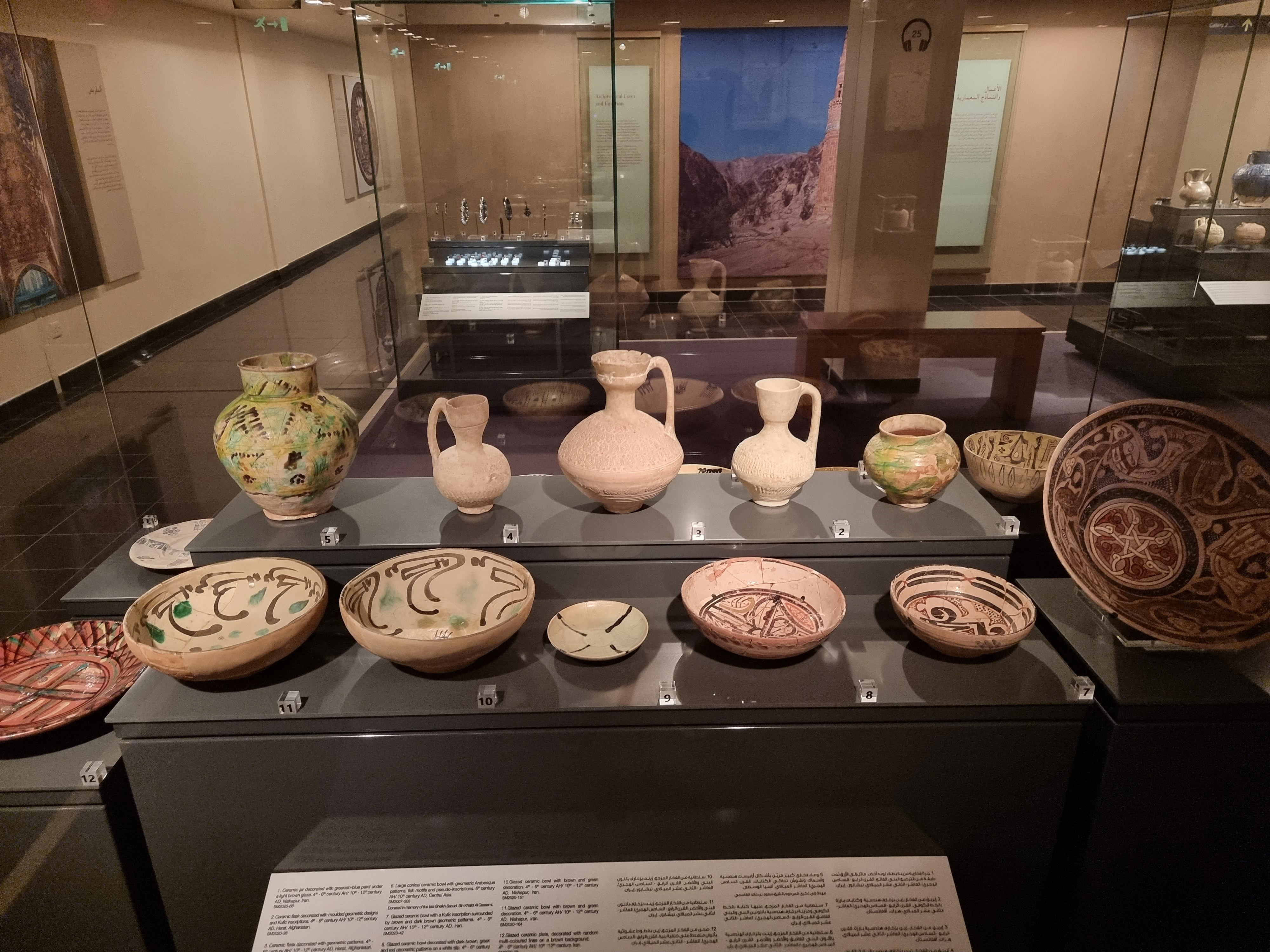
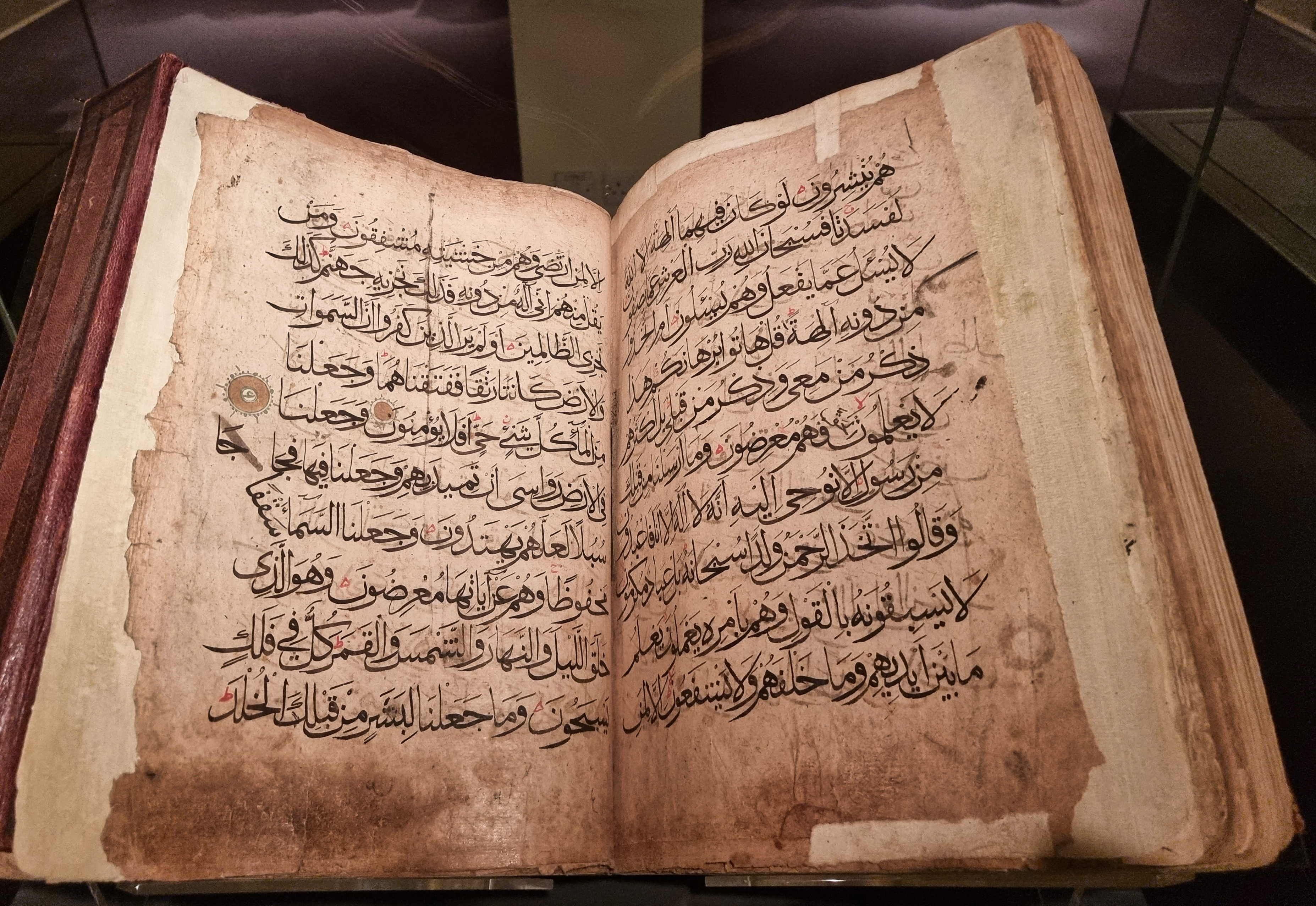
نسخة من القرآن الكريم من القرن الثالث عشر
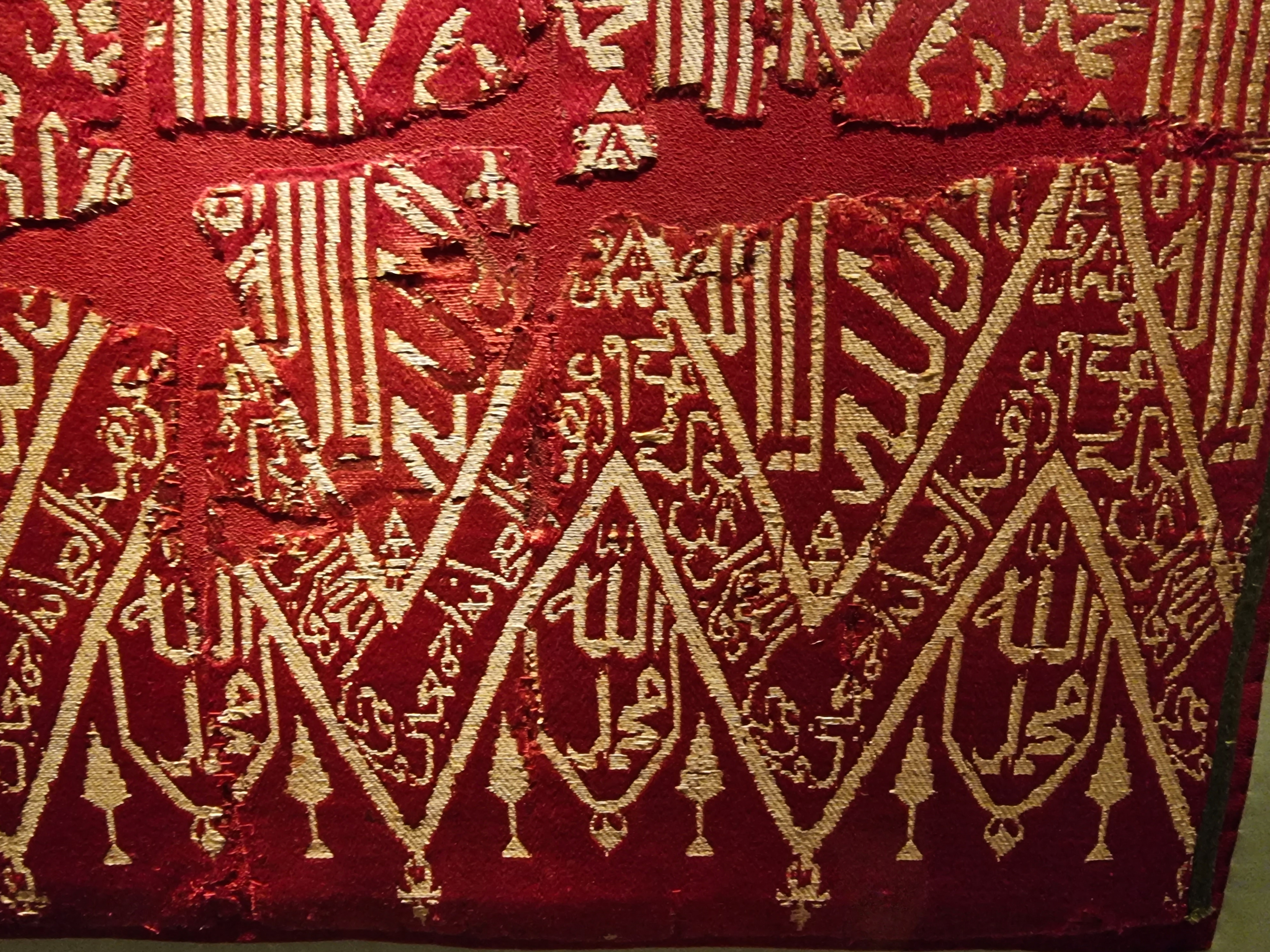
قطعة من الكسوة الداخلية للكعبة الشريفة
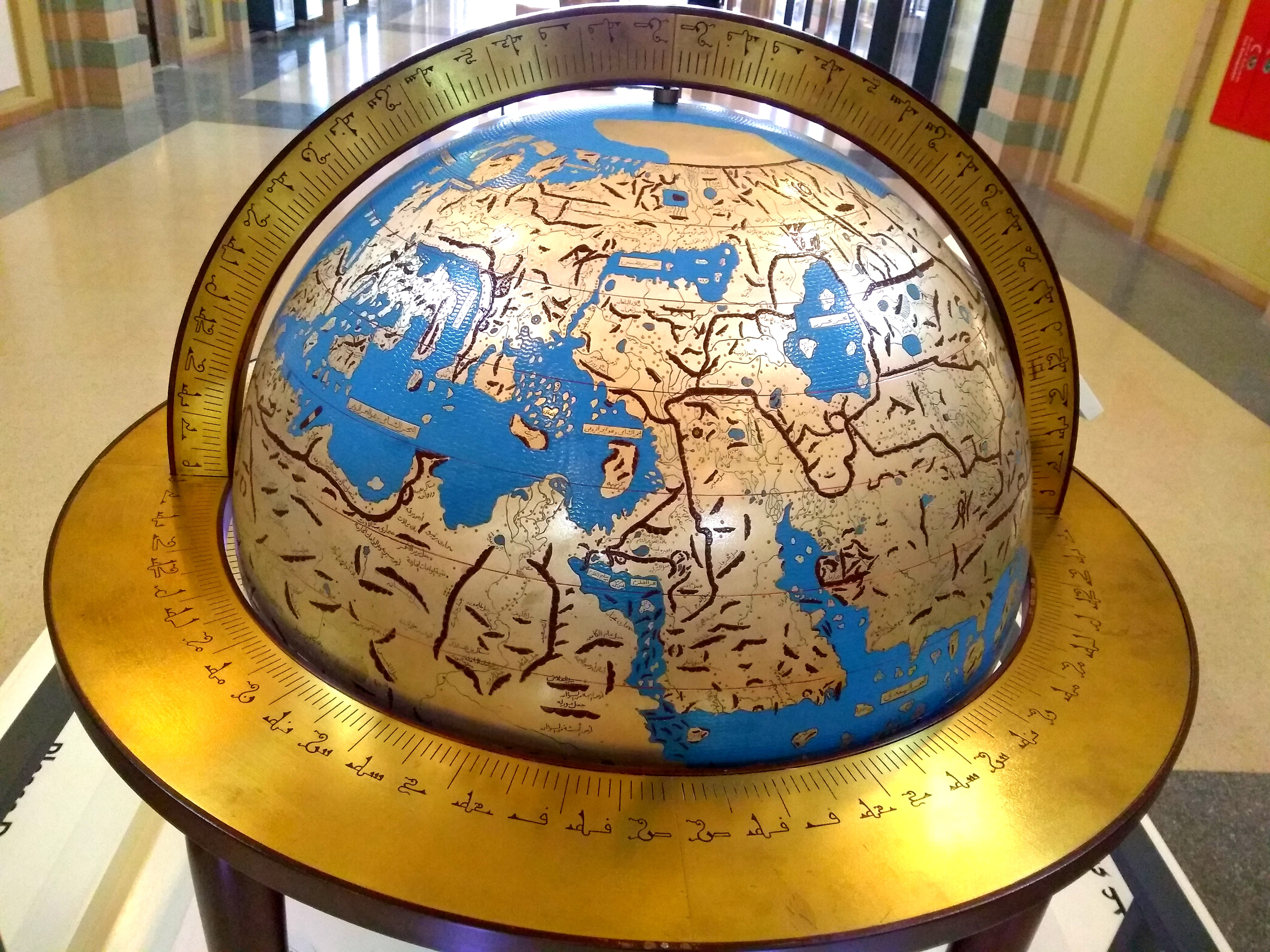
خريطة العالم للإدريسي
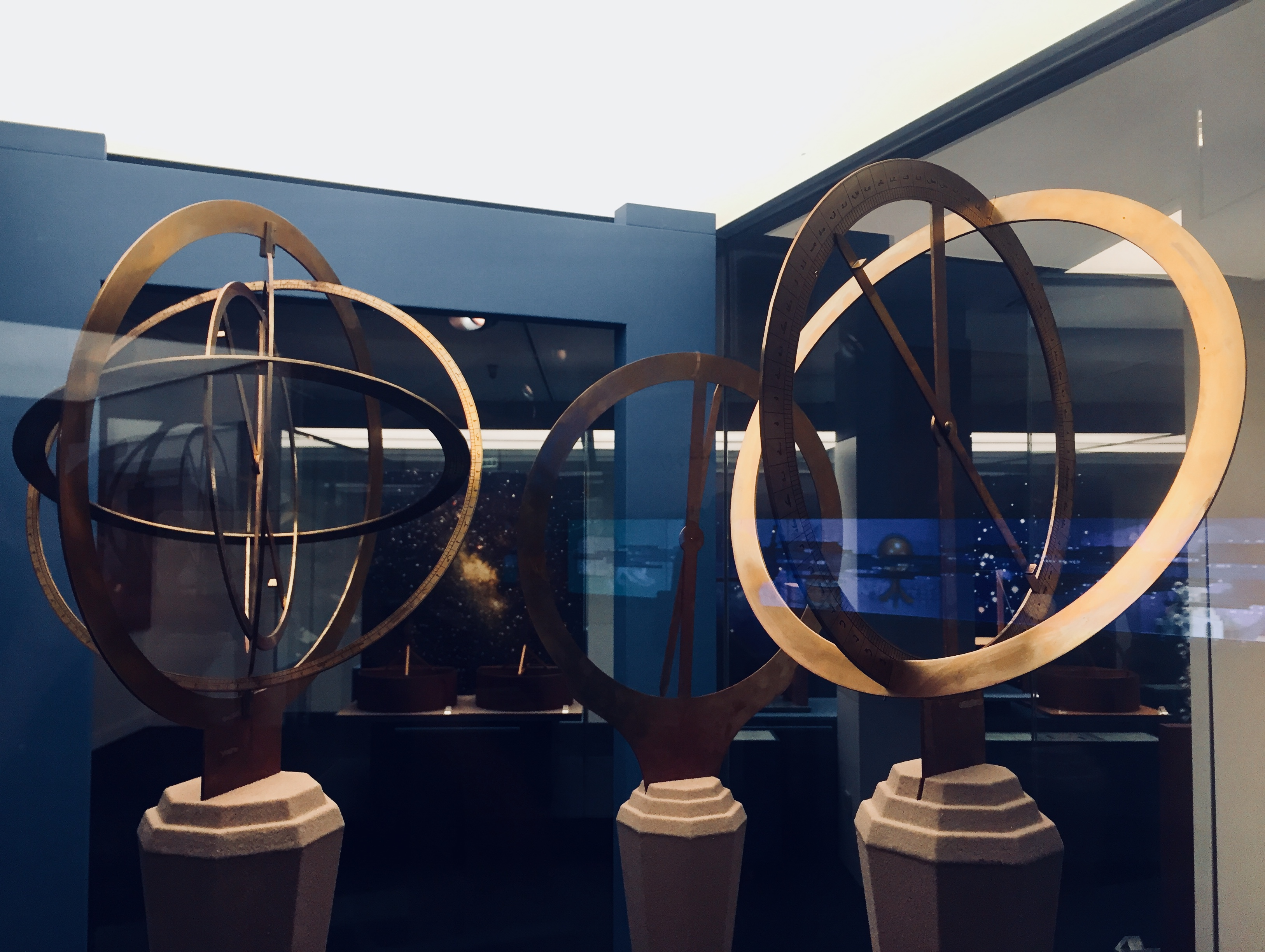
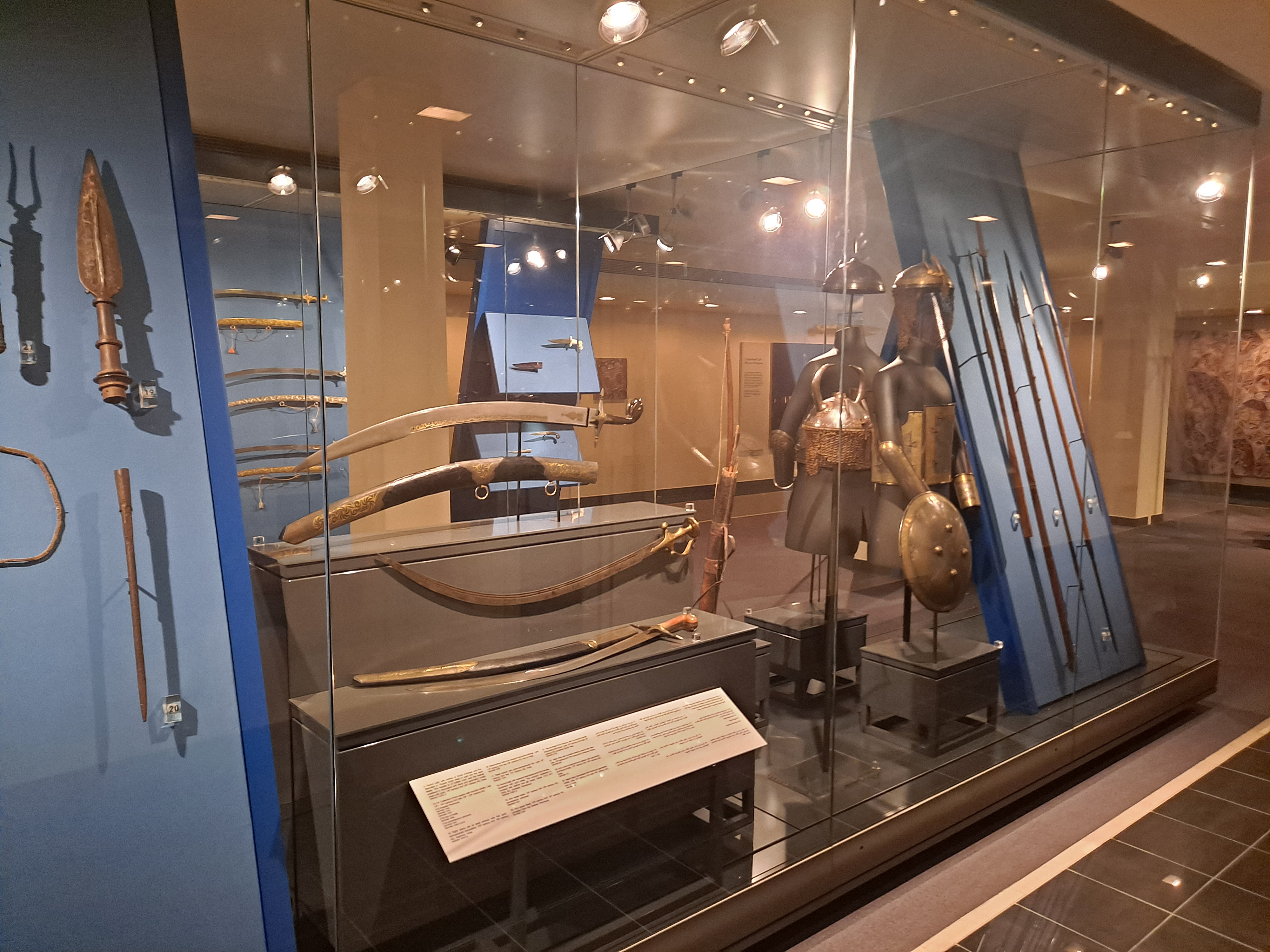
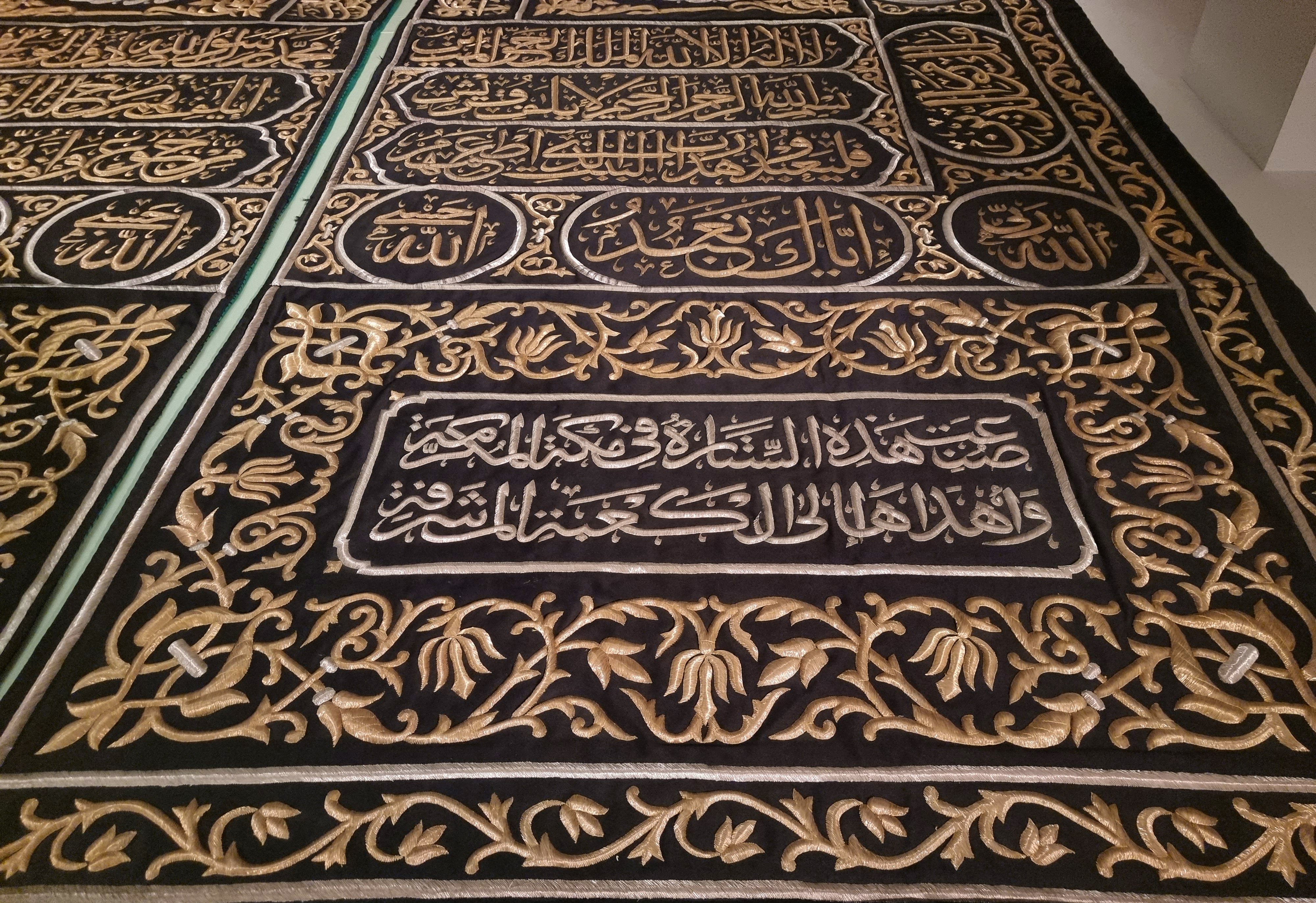
ستارة باب الكعبة المشرفة

## وصلات خارجية
- هيئة الشارقة للمتاحف